# Ken Ilsø
Ken Ilsø Larsen (ur. 2 grudnia 1986 w Kopenhadze) – duński piłkarz występujący na pozycji napastnika.

## Kariera klubowa
Ilsø jako junior grał w zespołach BK Pioneren, BK Friheden, KB, BK Frem oraz SC Heerenveen, do którego trafił w 2004 roku. W sezonie 2005/2006 został włączony do jego pierwszej drużyny. W Eredivisie zadebiutował 16 kwietnia 2006 roku w przegranym 2:4 pojedynku z AZ Alkmaar. Było to jednocześnie jedyne spotkanie rozegrane przez niego w barwach Heerenveen.
W 2007 roku Ilsø wrócił do Danii, gdzie został graczem klubu SønderjyskE Fodbold z 1. division. W 2008 roku awansował z nim do Superligaen. W lidze tej pierwszy mecz zaliczył 20 lipca 2008 roku przeciwko AC Horsens (0:2). 21 września 2008 roku w przegranym 1:2 spotkaniu z Aarhus GF strzelił pierwszego gola w Superligaen. W SønderjyskE przez dwa lata rozegrał 52 mecze i zdobył 12 bramek.
W 2009 roku Ilsø odszedł do innego zespołu Superligaen, FC Midtjylland. Zadebiutował tam 12 września 2009 roku w przegranym 0:2 pojedynku z FC Nordsjælland. W 2010 roku dotarł z klubem do finału Puchar Danii, jednak Midtjylland przegrał tam 0:2 również z Nordsjælland.
Na początku 2011 roku został wypożyczony do niemieckiej Fortuny Düsseldorf z 2. Bundesligi. W połowie 2011 roku podpisał kontrakt z Fortuną. W 2012 roku awansował z nią do Bundesligi. W sezonie 2013/2014 grał w VfL Bochum. W 2014 roku grał w chińskim Guangzhou R&F. Następnie występował w Home United FC, Kedah FA i Pnenang FA. W 2018 trafił do Adelaide United FC.

## Kariera reprezentacyjna
Ilsø jest byłym reprezentantem U-19, U-20 oraz U-21.